# Breviario de podredumbre
Breviario de podredumbre, (en francés Précis de décomposition) es un libro escrito por E. M. Cioran en 1949; fue su primer texto escrito en francés, como desafío a sus raíces y a su idioma.
El libro le valió el reconocimiento del Premio Rivarol en 1950.
Se trata de un libro difícil de clasificar y de sintetizar. Está escrito en forma de aforismos y en breves ensayos. Se encuentra dividido en seis partes:
- Breviario de podredumbre
- El pensador de ocasión
- Rostros de la decadencia
- La santidad y las muecas de lo absoluto
- El decorado del saber
- Abdicaciones

Fernando Savater, traductor del libro, escribe en el prólogo:

Lo que Cioran dice es lo que todo hombre piensa en un momento de su vida, al menos en uno, cuando reflexiona sobre las Grandes Voces que sustentan y posibilitan su existencia. Este no es un libro como el que está al lado, ni como el de más allá. No se trata de una golosina cultural; es una tormenta de lucidez haciendo volar los viejos pergaminos que sirven de biombo a la podredumbre: he aquí un discurso sin castrar, un lenguaje que no cede a la fascinación del lenguaje.

En esta obra Cioran reflexiona sobre temas como el vacío, la existencia, Dios, el tiempo, la desesperación... Según José Ferrater Mora, «expresa actitudes nihilistas y ha desarrollado la idea de la "descomposición"».
Como ejemplo de su temática, se puede citar el siguiente fragmento contenido en Los ángeles reaccionarios:

En este mundo, nada está en su sitio, empezando por el mundo mismo. No hay que asombrarse entonces del espectáculo de la injusticia humana. Es igualmente vano rechazar o aceptar el orden social: nos es forzoso sufrir sus cambios a mejor o a peor con un conformismo desesperado, como sufrimos el nacimiento,el amor, el clima y la muerte. La descomposición preside las leyes de la vida: más cercanos a nuestro polvo que lo están al suyo los objetos inanimados, sucumbimos ante ellos y corremos hacia nuestro destino bajo la mirada de las estrellas aparentemente indestructibles. Pero incluso ellas estallarán en un universo que sólo nuestro corazón toma en serio para expiar después con desgarramiento su falta de ironía.